# Wisselschaats
De wisselschaats is een schaatstype waarbij tijdens de wedstrijd de ijzers vervangen kunnen worden.
De schaats is ontwikkeld door de marathonschaatsers Jan Maarten Heideman en Gert Ruitenberg. Tijdens lange wedstrijden op natuurijs hadden zij last van botter wordende schaatsen en van bramen en andere beschadigingen op de ijzers, veroorzaakt door ijs van slechte kwaliteit. Om dit probleem op te lossen werd rond 2000 de wisselschaats ontworpen, waarbij de ijzers tijdens de wedstrijd kunnen worden vervangen. De schaats bestaat uit 3 onderdelen: de schaatsschoen, een slof en een schaatsijzer. Door middel van een schuif- en kliksysteem kan naar behoefte het ijzer of de slof aan de schaatsschoen bevestigd worden. Een palletje aan de achterkant van de schaatsschoen zekert de verbinding. Wanneer  de rijder aan het palletje trekt, wordt de verbinding ontkoppeld.
De slof die ook onder de schaats bevestigd kan worden geeft groot voordeel bij het klunen dat tijdens sommige wedstrijden op natuurijs onderdeel van de wedstrijd is.